# 袋底洞
在托爾金（J. R. R. Tolkien）奇幻小說《哈比人歷險記》及《魔戒》中土大陸裡，袋底洞（Bag End）是位於夏爾哈比屯（Hobbiton）的一個哈比人洞穴，在袋邊街（Bagshot Row）上；為巴金斯（Baggins）家族的居所，也是夏爾地區最豪華的洞穴。
在《哈比人歷險記》裡，托爾金是這樣形容袋底洞：
「在地底洞穴中住著一名哈比人，這可不是那種又髒又臭又濕，長滿了小蟲，滿是腐敗氣味的洞穴；但是，它也並非是那種空曠多沙，了無生氣，沒有家具的無聊洞穴。這是個哈比人居住的洞穴，也是舒舒服服的同義詞。」

## 地理歷史

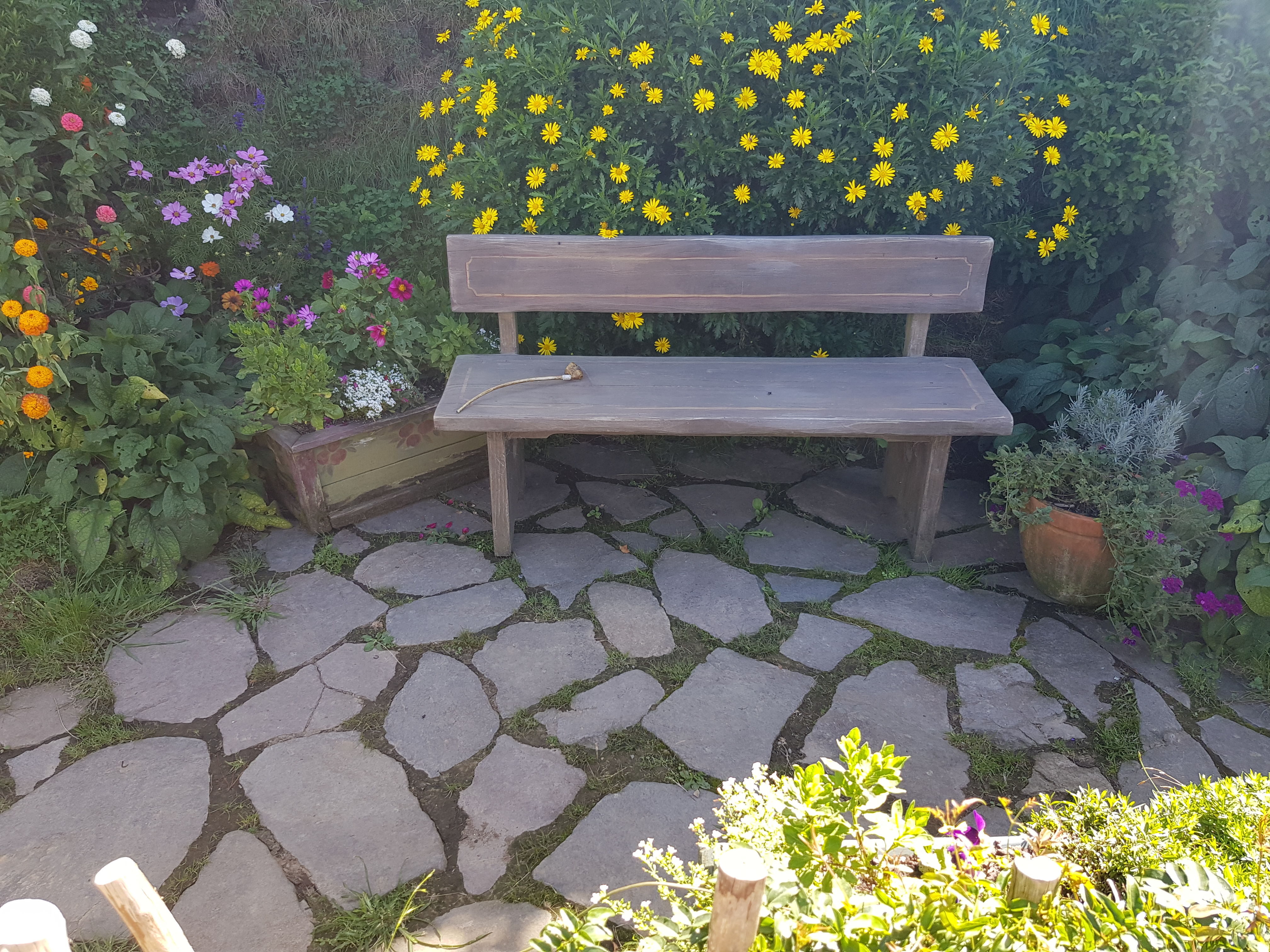
袋底洞外比爾博坐的長椅。

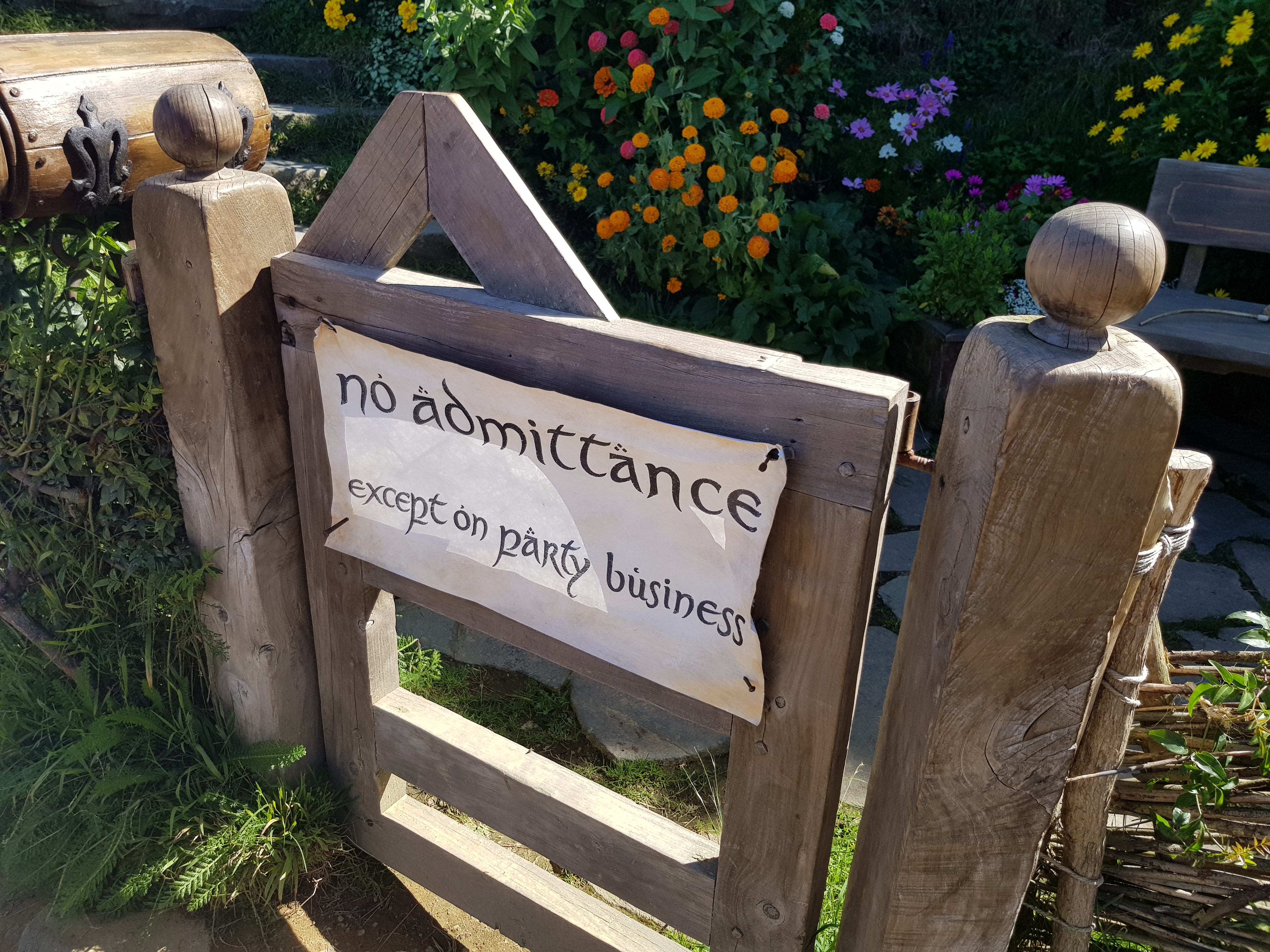
袋底洞門口「非宴會人員請勿進入」的牌子，在電影劇情裡是由比爾博親手書寫、佛羅多掛上的。

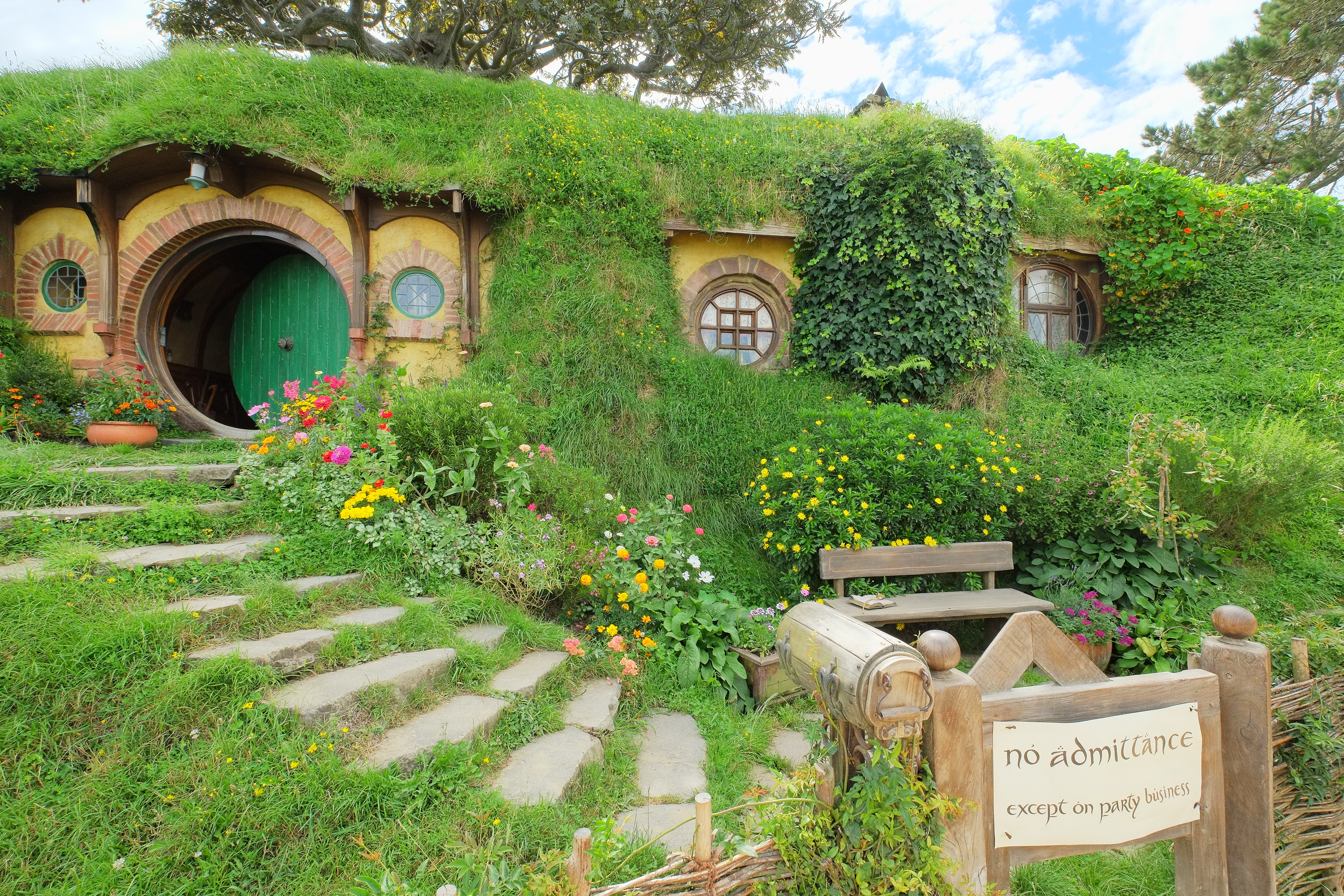
從小門一直到袋底洞綠色大門的景觀。

袋底洞是在第三紀元2889年落成的，《哈比人歷險記》的主角比爾博·巴金斯（Bilbo Baggins）從他的雙親邦哥·巴金斯（Bungo Baggins）及貝拉多娜·圖克（Belladonna Took）處繼承了那居所。袋底洞有一個綠色的門口及一個黃銅色的把手，有圓形的窗口，臥室、浴室、地窖、廚房等許多的房間，還有一個庭園。雖然哈比人的體形矮小，這裡也經常有一些體型較大高大的客人來訪，因此天花板都會建得更高。
袋底洞由詹吉家族看守著，最著名的有哈姆法斯特·詹吉（Hamfast Gamgee），後來由其子山姆·詹吉（Samwise Gamgee）看守。比爾博的親屬塞克維爾巴金斯家族對袋底洞虎視眈眈，欲取得袋底洞的擁有權。
比爾博本來在這裡安逸地生活，直至甘道夫（Gandalf）及十三位矮人抵達袋底洞，使他被捲入一場收復寶藏的冒險。當他歸來後，發現袋底洞竟被人拍賣，因為比爾博的長期失蹤，甚至被懷疑已去世。比爾博的突然歸來，使塞克維爾巴金斯家族十分失望，他們亦因此無法得到袋底洞。
在《魔戒》的故事開端，比爾博選擇他的姪子佛羅多·巴金斯（Frodo Baggins）作為財產繼承人。佛羅多在成年時遂成為袋底洞的主人，比爾博在那時已111歲，他離開夏爾，居住在瑞文戴爾（Rivendell）。佛羅多住在袋底洞，後來甘道夫証實了比爾博那戒指其實是至尊魔戒（One Ring）。佛羅多必要離開，他將袋底洞賣給塞克維爾巴金斯家族，移居到溪谷地（Crickhollow）的新家。
魔戒聖戰結束，佛羅多等人歸來，即收復夏爾（The Scourging of the Shire）時期，羅索·塞克維爾-巴金斯（Lotho Sackville-Baggins）以袋底洞作為他夏爾首長的行政地點。不過，薩魯曼（Saruman）抵達夏爾後，其隨從葛力馬·巧言（Gríma Wormtongue）趁羅索·塞克維爾巴金斯正在睡夢時殺死了他。
薩魯曼為了報復，嚴重地損害了夏爾的環境，山腳處的袋邊街變成了採石場，大量茅屋在袋底洞附近出現，小山被弄髒，那宴會大樹也被砍下，薩魯曼本人居住的袋底洞內亦是一片狼藉。直至佛羅多等人發動起義，結束了魔戒聖戰，薩魯曼與巧言死於袋底洞前。一年後，由於山姆使用了凱蘭崔爾所贈送的魔法粉塵，使夏爾終被恢復了原貌。以往生日宴會的那顆大樹，現在生長了一顆梅苓樹（Mallorn），那是迷霧山脈以東、大海以西的唯一一顆梅苓樹。
佛羅多重新居住在袋底洞，山姆在婚前也居住在這裡。由於佛羅多的創傷太深，在第三紀元3021年，佛羅多以山姆作為繼承人，並離開中土大陸。此後，袋底洞歸詹吉家族擁有至少三代。

## 名字
袋底洞（Bag End）的名字來自英國伍斯特郡（Worcestershire）一座村落的農屋，那裡是托爾金姨媽簡·妮夫居住的地方。托爾金在利茲大學任教的五年期間，經常造訪該處；他曾這樣描述「袋底」：「在一條不通向任何其他地方凌亂小路盡頭的一座老式、搖搖欲墜的莊園房子」:124-125。
而在小說裡，袋底洞是通用語（Labin-nec）的譯名，解作「袋底」。這與通用語的巴金斯：（Labin-nec）亦有關係。

## 改編

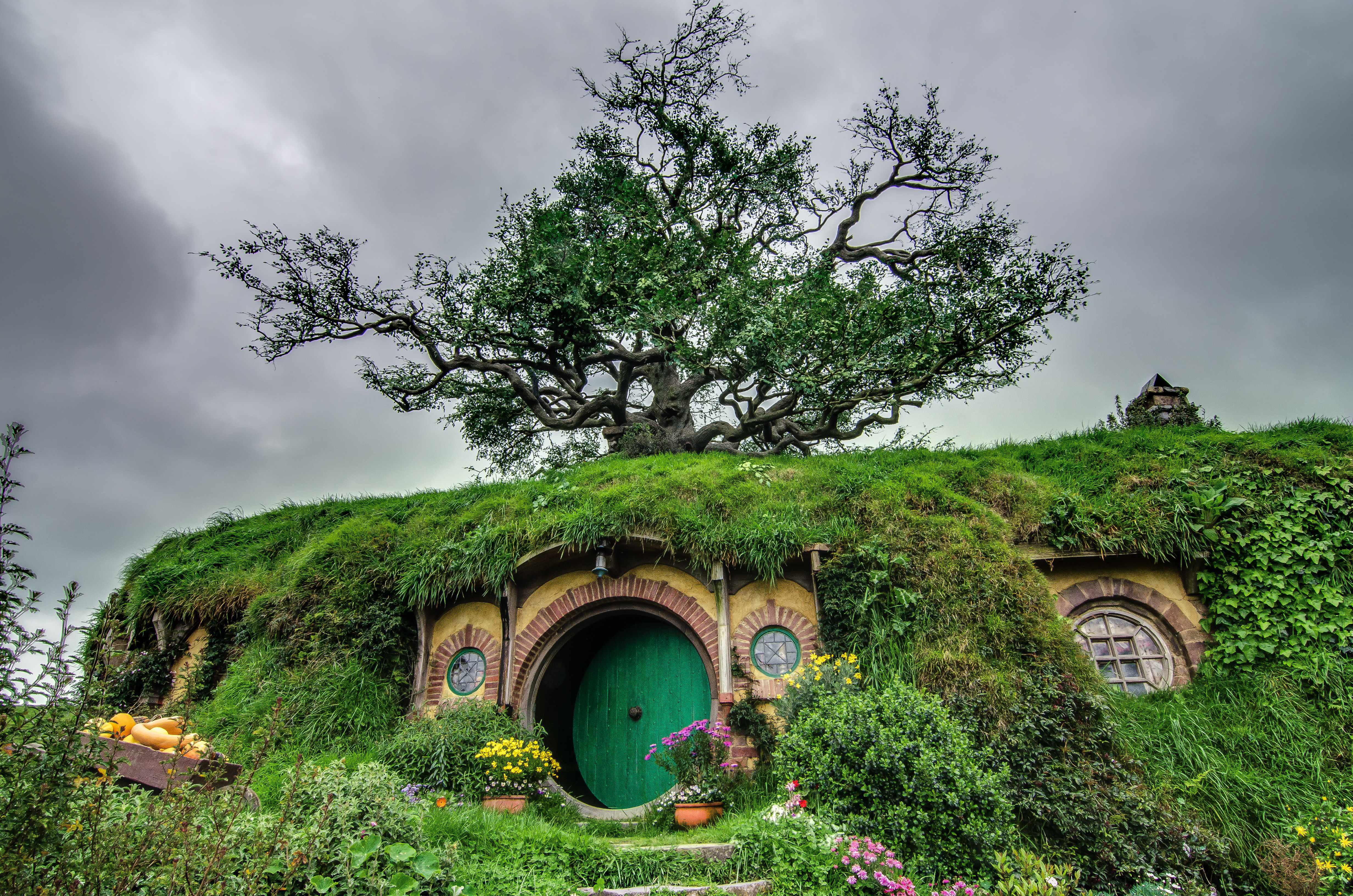
哈比村內的袋底洞全景及其上方的樹。

彼得·傑克森執導的《魔戒》與《哈比人》系列電影中皆呈現了袋底洞。片裡袋底洞的外觀很大程度上是根據概念設計師約翰·豪威的插圖來布置的，約翰·豪威認為比爾博既然是當地的頭面人物，那「我想要讓袋底洞成為英國的豪宅，比他那些樂天知命的鄰居還要更豪華一點，但是依舊有種老一輩的復古感覺」:54。在拍攝《魔戒》時，劇組共建了兩套袋底洞布景，一個是適合哈比人大小的，另一個則是為突出甘道夫的高大而建的。
哈比人電影結束拍攝後，位於紐西蘭馬塔馬塔的哈比屯外景被保留下來作為觀光景點，袋底洞也在其中；其上方的樹還是該景點中的唯一人造樹，用鐵和塑膠製成。

## 其他
- 在拍攝《魔戒》時，彼得·傑克森就非常喜歡袋底洞；後來他得到新線影業許可，讓電影場景設計師比诺·史密斯在自己位於懷拉拉帕（英语：Wairarapa）的家中搭建袋底洞，將入口設於地下。史蒂芬·史匹柏、喬治·盧卡斯等人都曾參觀過該處[11][12]。
- 2012年，美國猶他州一名氣球藝術家用2600顆氣球打造出袋底洞的造型[13]。

## 外部連結
- 袋底洞的平面圖
- 書迷所建的袋底洞（页面存档备份，存于）
- 袋底洞